# Oleksandr Motuzenko
Oleksandr Motuzenko (ukrainska: Олександр Мотузенко, ryska: Александр Мотузенко: Aleksandr Motuzenko) född 11 juli 1967 var en ukrainsk sovjetisk kanotist som vann OS-silver i K4 1000 meter vid OS 1988 i Seoul.
Motuzenko vann tre europamästerskap alla i K4. Han tävlade för klubben Dynamo Tjerkasy.